# CAGE FORCE 07
CAGE FORCE 07（ケージ・フォース・セブン）は、日本の総合格闘技団体「CAGE FORCE」の大会の一つ。2008年6月22日、東京都江東区有明のディファ有明で開催された。

## 大会概要
初代CAGE FORCEバンタム級王座決定トーナメント、初代CAGE FORCEフェザー級王座決定トーナメントの1回戦2試合ずつが行われた。

## 試合結果

### プレリミナリー・ファイト
第1試合 ライト級 3分3R
△  宮崎直人 vs.  安藤晃司 △
3R終了 判定1-1
第2試合 ライト級 3分3R
○  テカジ vs.  鈴木わたる ×
3R終了 判定3-0
第3試合 フェザー級 3分3R
○  日吉伸尊 vs.  斉藤良 ×
1R 0:16 TKO
第4試合 ライト級 3分3R
○  星野大介 vs.  山本大介 ×
1R 0:57 TKO（レフェリーストップ：パウンド）

### 本戦カード
第1試合 ライト級 3分3R
○  外山慎平 vs.  奥山健太 ×
3R 0:55 チキンウィングアームロック
第2試合 ミドル級 3分3R
○  一慶 vs.  マコ・ドラゴン ×
1R 2:53 腕ひしぎ十字固め
第3試合 バンタム級 3分3R
○  遠藤大翼 vs.  上山知暁 ×
1R 2:13 チョークスリーパー
第4試合 ミドル級 5分3R
○  藤井陸平 vs.  村山暁洋 ×
3R終了 判定3-0
第5試合 ウェルター級 5分3R
○  宮澤元樹 vs.  山下志功 ×
3R終了 判定3-0
第6試合 フェザー級王座決定トーナメント 1回戦 5分3R
○  孫煌進 vs.  堀友彦 ×
1R 1:28 TKO（ドクターストップ：左瞼カット）
※孫が準決勝進出。
第7試合 バンタム級王座決定トーナメント 1回戦 5分3R
○  徹肌ィ郎 vs.  戸井田カツヤ ×
1R 0:16 TKO（レフェリーストップ：右フック→パウンド）
※徹が準決勝進出。
第8試合 バンタム級王座決定トーナメント 1回戦 5分3R
○  水垣偉弥 vs.  藤原大地 ×
1R 2:38 TKO（レフェリーストップ：右フック→パウンド）
※水垣が準決勝進出。
第9試合 フェザー級王座決定トーナメント 1回戦 5分3R
○  星野勇二 vs.  アントニオ・カルバーリョ ×
3R終了 判定3-0
※星野が準決勝進出。